# David Ury
David Ury (* 1973 in Sonoma, Kalifornien) ist ein US-amerikanischer Schauspieler und Comedian. Bekannt wurde er vor allem durch seinen YouTube-Kanal helpmefindparents, auf dem er tagebuchähnlich die Geschichte des erfundenen Charakters Ken Tanaka, eines von Japanern adoptierten amerikanischen Findelkindes erzählt.

## Filmografie (Auswahl)
- 2004: Paparazzi
- 2006, 2009: Heroes (Fernsehserie, 3 Episoden)
- 2007: Shoot ’Em Up
- 2009: Breaking Bad (Fernsehserie, Episoden 2x05–2x06)
- 2009–2011: Zeke und Luther (Zeke and Luther, Fernsehserie, 11 Episoden)
- 2014: Die Thundermans (The Thundermans, Fernsehserie, Episode 2x05)
- 2016: Cinderella Story 4: Wenn der Schuh passt… (A Cinderella Story: If the Shoe Fits)
- 2016: 31
- 2022: Better Call Saul (Fernsehserie, 1 Episode)